# Toby Ziegler
Toby Ziegler (* 1972 in London) ist ein britischer Künstler. Er studierte an der St Martin's School of Art.

## Werke in öffentlichen Sammlungen

### Australien
- Museum of Old and New Art, Tasmania, Australia

### Frankreich
- Kadist Art Foundation, Paris
- François Pinault Collection, Paris

### United Kingdom
- Saatchi Gallery, London
- Tate Britain, London
- The New Art Gallery, Walsall, UK
- The Zabludowicz Collection, London, UK
- Arad Collection, London, UK
- Arts Council of England, UK
- Birmingham Museum and Art Gallery, Birmingham, UK
- British Airways Collection, London, UK
- The British Council, UK
- Contemporary Arts Society, London, UK
- James Moores Collection, Liverpool, UK
- British Council Visual Arts, London
- University of the Arts London

### USA
- The West Collection, Oaks, PA
- Goss-Michael Foundation, Dallas, US
- Hudson Valley Centre for Contemporary Art, Peekskill, US

## Ausstellungen (Auswahl)
- 2012: Museum of Contemporary Art Kiasma, Helsinki
- 2009 – 2010: Galerie Max Hetzler, Berlin
- 2008: Parkhaus, Kunsthalle Düsseldorf, Düsseldorf
- 2007: Hamster Wheel, Tesa della Nuovissima, Arsenale of Venice, Venedig
- 2007: Recent Abstraction, British Art Display 1500 – 2007, Tate Britain, London